# 小国村 (新潟県)
小国村（おぐにむら）は、かつて新潟県刈羽郡にあった村。

## 沿革
- 1949年（昭和24年）7月1日 - 刈羽郡中里村、横沢村、武石村、七日町村が合併して、小国村が発足。
- 1955年（昭和30年）1月10日 - 刈羽郡山横沢村を編入。
- 1956年（昭和31年）9月30日 - 刈羽郡上小国村と合併して、町制施行し小国町となり消滅。